# Ataxie
Ataxie is een samenvattend begrip voor verschillende verstoringen van het evenwicht en de bewegingscoördinatie.
Ataxie is een onregelmatige en onhandige beweging van de ledematen en de romp, te wijten aan een stoornis van de fijne coördinatie van spierbewegingen. Het cerebellum is het centrum van de fijne coördinatie, waarvandaan door het ruggenmerg en het perifeer zenuwstelsel informatie naar de spieren gestuurd wordt. Andersom komt informatie van de sensorische perifere zenuwen naar het cerebellum om de bewegingen fijn te stellen. Er wordt hierom verschil gemaakt tussen cerebellaire en perifere (sensorische) ataxie.
Het uit zich in abnormale houding en/of beweging of verlies van normale spiercoördinatie zodat beweging met abnormale kracht, ritme en precisie zoals hypermetrie (het missen van een object van de geïntendeerde beweging) en dysdiadochokinesie (het niet snel kunnen alterneren in bewegingsrichting).
Oorzaken voor ataxie kunnen zijn: een aangeboren (genetische) afwijking, encefalopathie, ziektes (zoals kuru en de ziekte van Parkinson) en laesies van het centraal zenuwstelsel ten gevolge van hersenletsel of vergiftiging met toxische stoffen (waaronder drugs en alcohol).
Herkenbaar voor veel mensen is de ataxie die optreedt bij alcoholmisbruik. Na 5-10 glazen beginnen typische atactische verschijnselen op te treden. Een andere oorzaak van ataxie is gebruik van medicijnen (bijvoorbeeld anti-epileptica).

## Soorten

### Cerebellaire ataxie
Cerebellaire ataxie verwijst naar ataxie die ontstaat door stoornissen in de kleine hersenen (cerebellum). De kleine hersenen spelen een belangrijke rol in het integreren van informatie die nodig is om bewegingen te coördineren en soepel te laten verlopen. Hoewel ataxie niet bij alle laesies in het cerebellum voorkomen, komt het in veel gevallen wel voor. Mensen met cerebellaire ataxie hebben moeite met het reguleren van de kracht, de reikwijdte, de richting, de snelheid en het ritme van spierbewegingen. Daarnaast hebben mensen vaak een instabiele gang, moeite met oogbewegingen, dysartrie, dysfagie, hypotonie, dysmetrie en dysdiadochokinese.

#### ADCA
ADCA (Autosomal Dominant Cerebellar Ataxia) is een vorm van spinocerebellaire ataxie. Het is autosomaal dominant, wat inhoudt dat er een kans is van vijftig procent om de ziekte over te dragen. De ziekte veroorzaakt een geleidelijke achteruitgang van het zenuwstelsel, wat leidt tot verlies of vermindering van bepaalde hersenfuncties, met name die voor bewegen, balans, zicht, spraak en coördinatie.

### Sensorische ataxie
Met sensorische ataxie wordt gedoeld op ataxie die ontstaat door het ontbreken van de proprioceptie—het besef van waar de ledematen zich bevinden ten opzichte van het lichaam. Dit ontstaat veelal door schade aan de dorsale kant van het ruggenmerg. Sensorische ataxie uit zich met een instabiele "stompende" loopgang en een wankel evenwicht. Dit wordt verergerd wanneer er niet kan worden gecompenseerd met behulp van het gezichtsvermogen, bijvoorbeeld in donkere ruimtes. Dit kan worden gemeten met de proef van Romberg: de neuroloog vraagt de patiënt zijn/haar voeten tegen elkaar te zetten en de ogen te sluiten. Patiënten met sensorische ataxie zullen wankelen.

### Vestibulaire ataxie
Ataxie kan ook worden veroorzaakt door stoornissen in het evenwichtsorgaan (ook wel vestibulair systeem). In acute en unilaterale gevallen kan dit leiden tot draaiduizeligheid, misselijkheid en braken. In langzaam opkomende, chronische, bilaterale gevallen zijn deze symptomen mogelijk afwezig en kan de ataxie worden gekenmerkt door enkel een evenwichtsstoornis.